# (5126) Achaemenides
(5126) Achaemenides (1989 CH2) – planetoida z grupy trojańczyków okrążająca Słońce w ciągu 11,97 lat w średniej odległości 5,23 j.a. Odkryta 1 lutego 1989 roku.